# Olga Carmona Peral
Olga Carmona Peral (La Línea de la Concepción, Cádiz, 1977) es una ilustradora  y autora de cómics española, ilustradora de libros infantiles y juveniles para destacadas editoriales españolas y europeas. 

## Datos biográficos
Carmona nació en el municipio andaluz de La línea de la Concepción en 1977. Se licenció en Bellas Artes por la Universidad de Granada, especializándose en fotografía y pintura. Se volcó pronto en el cómic como lenguaje de expresión por permitir aunar aspectos literarios con el dibujo, el cine o las artes plásticas. Guionista y dibujante de sus historias, se dedicó como amateur hasta poder convertirse en profesional en 2004 con la publicación de su primera novela gráfica.

## Trayectoria
Desde siempre interesada por el mundo del cómic y tras publicar en fanzines sus historias, Carmona publicó su primera novela gráfica Probabilidades en 2004 en la editorial Recerca, junto a Marcos Prados. Posteriormente publicó en Aleta/Dibbuks  50 años no es nada, en 2005 con guion de Juan Luis Iglesias, y de nuevo en Dibbuks en 2007, Normal, con prólogo de David Cantero. Además ese mismo año realizó una participación en el Love Express de Santiago Navarro.
En 2014 participó en Todas putas. Los cuentos gráficos, publicada por Dibbuks. Carmona es una de las quince autoras de cómic, contactadas por su prestigio, aceptaron como reto adaptar los quince cuentos integrantes de Todas putas, originalmente publicados en 2003 con una destacada polémica, para ofrecer su versión de aquel contenido candente. Se unió el talento de este brillante colectivo de España y Sudamérica bajo la coordinación por la historietista Carla Berrocal, con prólogo de Miriam Tey, que rompió así su silencio voluntario tras una década, y epílogo de Elisa McCauslan.
Complementa su faceta de ilustradora y autora de cómics con otras de ilustradora de libros infantiles y juveniles para editoriales españolas como Edinumen, Santillana, Vicens Vives, Edelsa, El País Semanal, Oxford University Press; suecas como Studentlittertatur A.B.; francesas como Maison des Langues; o del Reino Unido como Mcmillan Education o Scholastic Ed.

## Reconocimientos
La obra Contigo, conmigo obtuvo el 1º Premio del II Concurso de Cómic Contra la Violencia de Género del Ayuntamiento de Zaragoza, entregado en noviembre de 2016. En ese mismo mes, su obra fue exhibida en la exposición colectiva Presentes: autoras de tebeo de ayer y de hoy, en la Real Academia de España en Roma. Resultante de dicha exposición, que sigue exhibiéndose en itinerancia, se publicó el catálogo homónimo, coordinado por el Colectivo de Autoras de Cómic, Elisa McCausland y Carla Berrocal, y editado por la Agencia Española de Cooperación Internacional para el Desarrollo (AECID).

## Obra
Carmona ha editado las novelas gráficas de forma individual:
- Probabilidades. Recerca Editorial, 2004.
- Dos veces breve. Ariadna Editorial, 2005.
- 50 años no es nada. Aleta/Dibbuks, 2006.
- Normal. Dibbuks, 2007.
- Love Express. Escola Joso, 2007.
- 12 del Doce. Diputación de Cádiz, 2009.
- Ellas son únicas. Escola Joso, 2009.
- Flash Gordon. Versiones y versiones. AEAC. Asociación Española de Amigos del Cómic, 2015.
- Hormigas. Hormigas, 2016.

Además, ha participado en diversas colaboraciones:
- Con las bombas que tiran. 2009.
- Viva la Pepa. 2012.
- Todas putas. Los cuentos gráficos. Dibbuks, 2014.